# Walter Andrews
Walter Emanuel Andrews (ur. 8 lutego 1881, zm. 12 marca 1954 w St. Petersburg) – urodzony w Stanach Zjednoczonych reprezentant Kanady w kolarstwie torowym, brązowy medalista olimpijski.

## Kariera
Największy sukces w karierze Walter Andrews osiągnął w 1908 roku, kiedy wspólnie z Williamem Andersonem, Williamem Mortonem i Frederickiem McCarthym zdobył brązowy medal w drużynowym wyścigu na dochodzenie podczas igrzysk olimpijskich w Londynie. Na tych samych igrzyskach wystartował jeszcze w pięciu innych konkurencjach kolarskich, zajmując szóstą pozycję w wyścigu na 100 km. W pozostałych występach ani razu nie zdołał zmieścić się w czołowej dziesiątce. Medal w drużynie z Londynu był jedynym trofeum zdobytym przez Andrewsa na międzynarodowej imprezie tej rangi. Nigdy nie zdobył medalu na torowych mistrzostwach świata.